# هفت جان، چهره‌های بسیار
هفت جان چهره‌های بسیار (به انگلیسی: Seven Lives Many Faces) نام هفتمین آلبوم استودیویی انیگما است که در ۱۹ سپتامبر ۲۰۰۸ عرضه شد.

## فهرست آهنگ‌ها
1. Encounters
2. Seven Lives
3. Touchness
4. The Same Parents
5. Fata Morgana
6. Hell's Heaven
7. La Puerta del Cielo
8. Distorted Love
9. Je T'aime Till My Dying Day
10. Déjà Vu
11. Between Generations
12. The Language of Sound